# Montes Archimedes

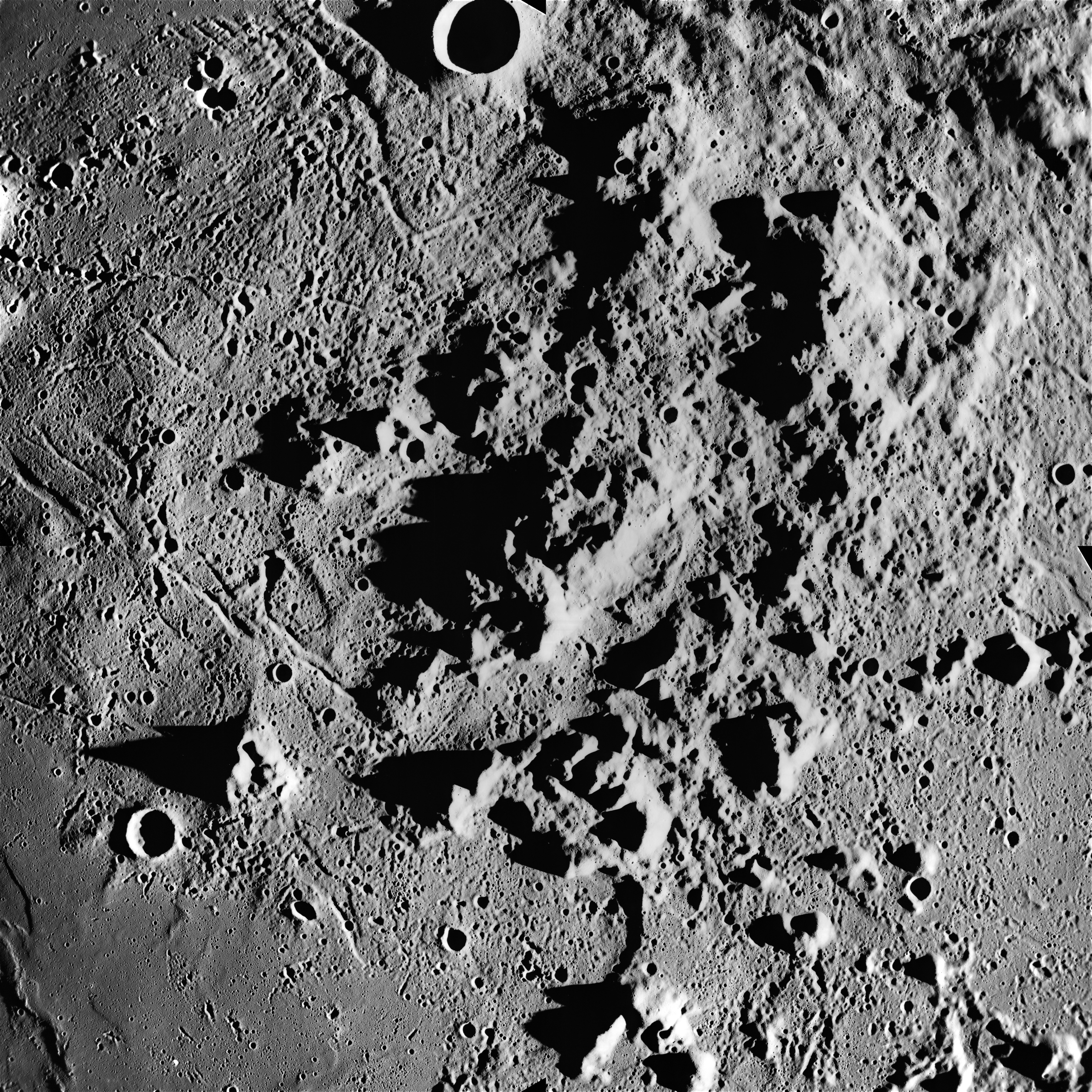
Montes Archimedes. Foto: Apolo 15.

Los Montes Archimedes (Montes Arquímedes) son una cadena montañosa de la cara visible de la Luna, situada en la parte oriental del Mare Imbrium, cerca del cráter Archimedes, del cual toma el nombre. Su epónimo hace referencia al físico y matemático griego Arquímedes, siendo aprobado por la Unión Astronómica Internacional en 1976.

## Descripción
La cadena montañosa está delimitada al este por el Palus Putredinis y al norte por el cráter Archimedes de 81 km de diámetro. Más hacia el sur y al este se encuentran los Montes Apenninus, la más importante cordillera lunar.
Los Montes Archimedes ocupan un área con un diámetro máximo de 146.54 km, con una orientación noreste-sudoeste. Algunos de los picos de esta cadena alcanzan alturas de hasta 2000 m, mucho menos que las cumbres de los cercanos Montes Apenninus, y ninguno ha recibido denominaciones específicas.
Esta cadena montañosa parece constituir uno de los fragmentos supervivientes del anillo montañoso central, de un conjunto original de tres, formados por el impacto que causó la creación de la cuenca del Mare Imbrium hace unos 3850 millones de años.